# Le Premier Jour de bonheur

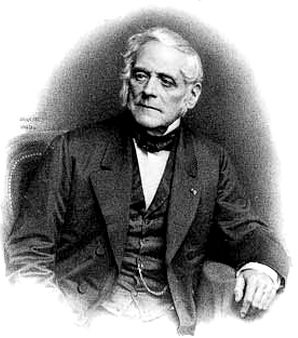
Daniel Auber

Le Premier Jour de bonheur är en opera eller opéra comique i tre akter med musik av Daniel Auber och libretto av Adolphe d'Ennery och Eugène Cormon efter Joseph François Souques Le chevalier de Canolle. Operan hade premiär på Opéra-Comique i Salle Favart theatre den 15 februari 1868.

## Historia
Handlingen utspelas i Madras i slutet av 1700-talet, med en blandning av sentimental elegans och utsökt känslighet i en bildrik miljö som påminner om Léo Delibess Lakmé: den indiska miljön, en militärofficer – en fransman, en engelsman – och en prinsessa – Djelma, Lakmé.
Historien lades fram för Auber omkring 1865 av Victorien Sardou. Den var tänkt att ha premiär i september 1866 under en annan titel. Rollen som Hélène var avsedd för en duktig debutant vid namn Eugénie Garcia, men hon fick förhinder och rollen som fick modifieras. En höjdpunkt i operan är 'Djinnens sång' som blev mycket populär trots att den blev insatt i sista minuten (troligtvis ett kasserat nummer från Le Cheval de bronze 30 år tidigare).
Förhoppningen var att premiären skulle ägt rum den 27 januari (för att fira Aubers födelsedag) men då det saknades en del orkestrering blev den försenad.
Le Premier Jour de bonheur var till en början en god inkomstkälla för Salle Favart med 175 föreställningar innan den föll bort från repertoaren mot slutet av seklet.
Johann Strauss den yngre komponerade en kadrilj med samma namn på teman från operan för sitt opus 327.

## Personer
| Roller              | Stämma  | Premiärbesättning 15 februari 1868 (Dirigent: –) |
| ------------------- | ------- | ------------------------------------------------ |
| Gaston de Maillepré | tenor   | Victor Capoul                                    |
| Hélène              | sopran  | Marie Cabel                                      |
| Hertig de Mailly    | baryton | Léon Melchissédec                                |
| Sir John            | tenor   | Charles-Louis Sainte-Foy                         |
| Djelma              | sopran  | Marie Roze                                       |
| Bergerac            | bas     | Prilleux                                         |
| Guvernören          | bas     | Bernard                                          |